# Giancarlo Olivotto
Giancarlo Olivotto (Milano, 20 maggio 1955) è un ex calciatore italiano, di ruolo difensore.

## Carriera
Olivotto debutta nel 1974 nelle file della Polisportiva Milanese Libertas, disputando 34 partite nel campionato di Serie D 1974-1975. Al termine della stagione viene acquistato dalla Reggina.
Rimane in riva allo Stretto per sette stagioni, di cui tre in Serie C e quattro in Serie C1. Con i reggini disputa 194 partite di campionato: la prima è datata 19 ottobre 1975, in occasione di Reggina-Casertana 3-0; l'ultima è del 16 maggio 1982, nel pareggio 1-1 in trasferta contro il Livorno. Olivotto figura al settimo posto nella classifica dei giocatori più presenti in maglia amaranto, con 216 presenze complessive.
Terminata l'esperienza calabrese Olivotto disputa ancora un'altra stagione in Serie C1, con la maglia del Benevento; colleziona 30 presenze nel campionato 1982-1983, senza mettere a segno reti.
Nel 1983 fa il salto in Serie B, venendo acquistato dal Pescara. Con gli abruzzesi disputa 68 partite nella serie cadetta in tre stagioni; nel gennaio 1987, senza aver disputato alcuna partita nella stagione 1986-1987, viene ceduto al Siracusa. Chiude la carriera professionistica proprio in Sicilia nel 1988, dopo aver disputato 40 incontri in Serie C2.
In totale Olivotto ha collezionato 366 presenze nei campionati, di cui 68 in Serie B.